# Casa de George Taylor Jr.
La Casa George Taylor Jr. es una casa histórica construida en la década de 1880 ubicada en 187 North 400 West en Provo, Utah, Estados Unidos incluido en el Registro Nacional de Lugares Históricos y en el registro de Monumentos Históricos de la Ciudad de Provo el 22 de agosto de 1995.

## Historia
George Taylor Jr. nació el 31 de agosto de 1864 en Provo, Utah. Su padre, George Taylor Sr., había fundado la tienda de muebles Taylor en 1866, que fue la primera tienda de muebles en Provo. La empresa se incorporó en 1890 como Taylor Brothers Company. George Jr. se desempeñó como vicepresidente y Eliza Taylor como presidenta. A medida que la corporación creció, Taylor Brothers Company se convirtió en la primera gran tienda por departamentos en Provo. En diciembre de 1814, George Taylor Jr. se casó con Sarah Elizabeth Thomas en Manti. Construyó esta casa con la ayuda de su suegro, un albañil. Fue vendida a Joseph F. Andrew en 1891, quien a su vez la vendió en 1894 a Joseph D. Jones, juez testamentario y empresario. Jones vendió la casa a John D. Dixon en 1899, quien la tuvo hasta 1906 cuando la traspaso a James E. Hosmer obtuvo. Hosmer la vendió a Eliza N. Taylor, y ella se la vendió a su hijo George, quien regresó en 1909 para vivir allí hasta su muerte en diciembre de 1941. Actualmente permanece en la familia Taylor y se alquila como oficinas.
En 2012, se iniciaron los trabajos de restauración de la casa en conjunto con Hábitat para la Humanidad y el 20 de noviembre de 2014 se llevó a cabo una ceremonia de corte de cinta para la casa terminada.
Fue incluido en el Registro Nacional de Lugares Históricos en 1983.  